# Тысяча франков «Деметра»
Тысяча франков Деметра — французская банкнота, эскиз которой был утверждён 28 мая 1942 года, выпускавшаяся в обращение Банком Франции c 21 октября 1942 года до замены на банкноту Тысяча франков «Минерва и Геркулес».

## История
Эта полихромная банкнота, сюжетом которой стала мифология Древней Греции.
Банкнота печаталась с мая 1942 года по январь 1944 года, а затем была изъята из оборота и лишена статуса законного платёжного средства с 4 июня 1945 года. Общий тираж составил 262 800 000 экземпляров.

## Описание
Дизайн банкноты — работа художника Люсьена Жона и гравёров Жоржа Урьеза и Риты Дрейфус.
Доминирующие тона — это бистр-бронза, вдохновленная составными цветами, используемыми немцами в оккупационных марках, что позволило избежать использования ярких цветов, которые было трудно получить во время войны.
На аверсе: аллегорическое представление обозначает плодовитость. На переднем плане статуя Деметры, держащая в руках херувима, несомненно, создана по статуе, найденной в святилище города Книда, хранится в Британском музее. Фон изображения состоит из провансальского пейзажа со стадом коз во главе с пастухом, который стоит спиной к художнику. Виньетка обрамлена двумя колоннами, поддерживающими плиту, на которой можно прочитать «Банк Франции» и номинал банкноты.
На реверсе: аллегорическое представление здесь обозначает справедливую торговлю и мудрость. На переднем плане бронзовая статуя Меркурия в состоянии покоя, держащая в руках кадуцей, несомненно, нарисован, по статуе, хранящейся в Археологическом музее Неаполя, и окружена двумя группами статуй. Справа показан Цербер у ног Геракла, который предлагает Минерве золотые яблоки сада Гесперидов. Пара статуй слева показывает, что Деянира помогает Атланту держать небесный свод. Эти две скульптуры поддерживают фриз, представляющий основные подвиги Геракла. На заднем плане — порт Руана с пароходами и собором.
Водяной знак — изображение Гермеса.
Размеры составляют 190 мм х 115 мм.

## Зашифрованная иконография?
Трудно определить, выражает ли эта банкнота послание французского сопротивления: задуманная и выпущенная в 1942 году, который является самым мрачным годом оккупации, освобождение страны и высадка союзников в южной Италии еще не начались.
Выбор этих мотивов для банкноты есть ребус, в котором, однако, ничего не было выбрано случайно. Мы видим, что два лица у статуй с закрытыми глазами, печальный воздух, смеющимся ребенком на коленях Деметры; пароход, идущий с запада (Руан), стоящий, у набережной, со звездной дымовой трубой; города Прованс и Неаполь.
Разработана в мае—июне 1940 года на основе банкноты 50 франков Жак Кер что также очень интересно.

## Пропавшие банкноты
9 февраля 1944 года из Банка Франции похищены 12 760 миллиардов франков, состоящие из 200 мешков с 1000-франковыми деметровскими новыми банкнотами, принадлежащих к сериям 7-755-7-828: впоследствии они объявляются недействительными. Часть этой суммы была использована для финансирования Маки, другая была возвращена в Казначейство с сентября 1944 года.